# Лубни
Лубни́ (стародавня назва Лубно, Лубні) — місто в Полтавській області України, адміністративний центр Лубенської міської громади та Лубенського району.
За чисельністю населення — четверте місто в області після Полтави, Кременчука і Горішніх Плавнів. Станом на вересень 2024 року у місті Лубни проживало понад 50 тисяч осіб.
Колишня резиденція князів Вишневецьких, столиця «Вишневеччини» впродовж 1639–1648 років. У місті було проголошено «Лубенську республіку», яка існувала з 1905 року до 1907 року.

## Географія

### Розташування
Місто Лубни розташоване у центральній частині України, на правому березі річки Сули.
Місто лежить у центральній частині Лубенського району і є його адміністративним центром. Межує з селами Вільшанка, Мгар, Засулля, Солониця, Терни, Кононівка, Вищий Булатець, Нижній Булатець, Новаки, Клепачі.

### Клімат
Лубни розташовані в зоні помірного клімату, яку характеризує прохолодне літо. Найтепліший місяць — липень із середньою температурою 20.4 °C (68.7 °F). Найхолодніший місяць — січень, з середньою температурою -5.9 °С (21.4 °F).
| Клімат Лубен            | Клімат Лубен | Клімат Лубен | Клімат Лубен | Клімат Лубен | Клімат Лубен | Клімат Лубен | Клімат Лубен | Клімат Лубен | Клімат Лубен | Клімат Лубен | Клімат Лубен | Клімат Лубен | Клімат Лубен |
| Показник                | Січ.         | Лют.         | Бер.         | Квіт.        | Трав.        | Черв.        | Лип.         | Серп.        | Вер.         | Жовт.        | Лист.        | Груд.        | Рік          |
| Абсолютний максимум, °C | 9,7          | 15,5         | 21,7         | 28,7         | 33,3         | 35,1         | 36,2         | 37,6         | 33           | 29,1         | 18,6         | 12,3         | 37,6         |
| Середній максимум, °C   | −3           | −2           | 3,3          | 13,3         | 20,7         | 24           | 25,9         | 25,1         | 19,7         | 11,8         | 4,1          | −0,9         | 12           |
| Середня температура, °C | −5,9         | −5,2         | −0,4         | 8,4          | 15,1         | 18,6         | 20,4         | 19,2         | 13,9         | 7,3          | 1,4          | −3,4         | 7,6          |
| Середній мінімум, °C    | −8,7         | −8           | −3,4         | 4,2          | 9,8          | 13,3         | 15,2         | 14,1         | 9,2          | 3,6          | −1           | −5,8         | 3,6          |
| Абсолютний мінімум, °C  | −32,1        | −29,3        | −27          | −9,5         | −2,4         | 2,8          | 4,6          | 2,7          | −4           | −8,5         | −20,5        | −27          | −32,1        |
| Норма опадів, мм        | 45           | 41           | 41.5         | 42.2         | 46           | 73.4         | 64.1         | 57.2         | 48.6         | 43.9         | 48.2         | 49.6         | 600.5        |
| ----------------------- | ------------ | ------------ | ------------ | ------------ | ------------ | ------------ | ------------ | ------------ | ------------ | ------------ | ------------ | ------------ | ------------ |
| Джерело: Weatherbase    |              |              |              |              |              |              |              |              |              |              |              |              |              |

### Поділ міста
З 2000 року 53-тисячні Лубни поділені на 8 мікрорайонів. Кожним мікрорайоном керує спеціально призначений секретар з числа співробітників міськвиконкому. Разом із дільничними поліцейськими та працівниками житлово-комунальної служби секретар намагається оперативно вирішувати проблеми містян, які звертаються по допомогу.

## Символіка

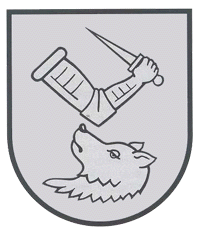
Герб міста 1591 р.

Офіційно затвердженими символами Лубен є герб та прапор міста.
Гімн Лубен — один із символів міста. Музика І. Любича, слова О. Хало.

Славтесь, Лубни величаві,

Горда красуня Сула.

Рідному місту навіки

Наша хвала.

Прославляймо Лубен,

звитягу трудову,

Малинове знамено,

козацьку булаву,

Місто сонця і весни — 

Вічно юні Лубни.

З верхнього Валу — донині

Вірна і доблесна путь,

Хай над Лубнами зоріє

Світлість майбуть.

## Історія

### Давні часи
Лубни — це найдавніше з відомих міст на Полтавщині.

Замок Яреми Вишневецького в Лубнах. Репродукція

Місто засноване Великим князем Київським Володимиром I Святославичем в 988 році на честь прийняття християнства, як одна з фортець Посульської оборонної лінії для захисту південних кордонів Київської Русі від степових нападників. Спочатку це була невелика дерев'яна (луб'яна) фортеця над Сулою (в районі урочища «Верхній Вал»). Цікаву версію про локалізацію давніх Лубен висловлював археолог Ю. Моргунов, що місто до татаро-монгольської навали існувало на горі, де пізніше було засновано Мгарський монастир.
У серпні 1107 року під Лубнами великий князь київський Святополк II разом із Володимиром II Мономахом та іншими князями завдали важкої поразки половцям, якими командували Боняк і Шарукан.
У 1239 році Лубни зруйнувала монголо-татарська навала, але завдяки багатій природі — лісам, болотам, рікам (Сула, Вільшанка, Луб'янка, Кам'яний потік та ін.) населення не було цілковито винищене і місто надалі існувало.
Замок тут 1589 збудував черкаський староста князь Олександр Вишневецький (певний час Лубни намагалися називати на його честь, — Олександрів). З часом місто розвивалося — вже у 1591 році воно мало Магдебурзьке право, свою печатку й герб. Місто було під управлінням магнатів Вишневецьких. Тут був збудований один із найкращих в Європі замків Яреми Вишневецького.
У 1596 році в урочищі Солониця під Лубнами відбулася остання битва селян та козаків під проводом Северина Наливайка з поляками, так званий Солоницький бій.

### XVII—XIX століття
Поряд із містом, за фінансової підтримки Раїни Вишневецької, у 1619 році Ісаєю Копинським було засновано православний Лубенський (Мгарський) Спасо-Преображенський монастир, у якому освячувались всі гетьмани України.
У 1630-ті роки XVII століття Лубни стають центром могутніх селянсько-козацьких повстань Карпа Скидана, Павла Бута, Кизима, Якова Остряниці.
З 1638 року — Лубни — сотенний центр Лубенської міської сотні в складі Переяславського полку, згідно з реєстром її очолював Григорій Ворона.
У 1648—1781 рр. Лубни — центр Лубенського полку.
У роки Національно-визвольної війни 1648 — 1654 під проводом Богдана Хмельницького відзначився Лубенський козацький полк.
Головною святинею краю були нетлінні мощі Костянтинопольського патріарха Афанасія III Пателарія, похованого у Мгарському монастирі в 1654 році.
З 1709 року в місті діяли одна з перших в Україні польова аптека і ботанічні сади для розведення і використання лікарських рослин засновані за вказівкою царя Петра І.
До Полтавської битви 1709 року місто було найбільшим на теренах сучасної Полтавської обл.
У 1734 році в полковому місті підписано Лубенський договір, який закріпляв відновлення Запорізької Держави у межах 1709 року на умовах виходу запорожців з-під протекторату Османської імперії. Це був один із найбільших успіхів дипломатії Гетьманщини у післяполтавську добу.
У 1751—1773 рр. лубенським полковим суддею був український правник і державний діяч Василь Стефанович.
З 1781 року Лубни — місто Київського намісництва, пізніше — центр Лубенського повіту Полтавської губернії.
За даними на 1859 рік у місті мешкало 3995 осіб (2096 чоловічої статі та 1899 — жіночої), налічувалось 358 дворових господарств, існували 6 православних церков, лікарня, духовне, повітове та приходське училища, поштова станція, 2 заводи, казенна запасна аптека, відбувалось 4 ярмарки на рік.
Лубенський верстатобудівий завод заснований 1895 року. Спочатку він був створений у місті Кременець Волинської губернії як чавуноливарний і механічний завод «Овадіс і К.». Його засновниками були Овадіс, Вайнберг і Перельмутер.
Щоб уникнути банкрутства, комерсанти об’єдналися у товариство «Фенікс», його правління знаходилося у Санкт-Петербурзі. До початку Першої світової війни завод ремонтував сільськогосподарські знаряддя, виробляв чавунне і мідне литво, а також виготовляв токарні і стругальні верстати найпростіших типів. Влітку 1915 року, коли фронт наблизився до Кременця, завод був евакуйований до Лубен. Розмістили його на території олійниці Требелєва, там він приступив до виготовлення токарних верстатів.
У 1885 році у с. Круглик під Лубнами Катерина Миколаївна Скаржинська відкрила перший приватний музей в історії України на теренах українських земель.
У місті було засновано знамениту Лубенську чоловічу гімназію, багато випускників та учнів якої відомі далеко за межами України. При гімназії діяла метеорологічна станція з 44 приладами, відомості з якої надходили до Головної фізичної обсерваторії та Київського і Новоросійського університетів. Станція була відкрита на кошти дворянина полтавської губернії П. К. Величка, а устаткування закупив його брат Ф. К. Величковський – помічник начальника головного штабу і член військової ради Росії. На той час це була єдина гімназична метеостанція.

### XX століття
Промисловий розвиток міста прискорився після того, як містом пролягла залізниця (1901).
На початку XX століття лише близько 13 % лубенців знали грамоту, у місті не було жодної читальні, у міській бібліотеці, за винятком одного примірника «Кобзаря» — жодної української книжки. Тому видатною подією було те, що у листопаді — грудні 1905 року у Лубнах вийшло кілька номерів першої в Російській імперії газети українською мовою «Хлібороб». Її засновниками виступили відомі громадсько-політичні діячі — брати Микола, Володимир та Сергій Шемети.
Під час революційних подій 1905 — 1907 років, у місті було проголошено «Лубенську республіку», яка, хоч і на короткий час, виявила величезне прагнення лубенців до вільного життя. Знаменним є також той факт, що 1911 року, попри заборону царським урядом відзначення 50-літнього ювілею Тараса Шевченка, у Лубнах все ж відбувся вечір з цієї нагоди.
За переписом 1910 року в Лубнах було 2349 господарств, налічувалося 12786 мешканців, діяло 7 церков.
1912 року в Лубнах була створена науково-дослідна станції лікарських рослин, співзасновником і першим директором якої став Петро Гавсевич. Це була перша на території України і колишньої Російської імперії науково-дослідна станція лікарських рослин.
У 1915 році стали до ладу евакуйовані під час Першої світової війни з прифронтових західних губерній машинобудівний завод «Фенікс» («Шліфверст»), завод «Механіка» («Комсомолець»), сукняні фабрики («Валтекс»).

### Доба УНР та Гетьманату Скоропадського
Після подій Лютневої революції 1917 року багато демократичних змін відбулося і в Лубнах. У місті створено одну з перших в Україні Рад робітничих і солдатських депутатів, у червні відбулися установчі збори Української Демократично-Хліборобської Партії, а пізніше відбувся І з'їзд хліборобів-демократів Полтавщини. В місті активно діяла організація «Просвіти», активізували свою діяльність лубенські друкарні, зокрема, були видані «Заборонені твори» Тараса Шевченка.
14 березня 1918 року під час Україно-московської війни 1917—1918 рр., а саме під час походу Окремої Запорозької бригади Армії УНР на Харківський Запорозький кінний полк ім. Костя Гордієнка (командир — Всеволод Петрів) та Запорозький кінно-гірський гарматний дивізіон (командир — Олекса Алмазов) визволили Лубни від комуно-московських окупаційних військ. 16 березня 1918 року о 9-й годині ранку на майдані проти соборної церкви Святої Трійці в Лубнах відбувся огляд Запорозького кінного полку ім. Костя Гордієнка командиром Окремої Запорозької бригади Олександром Натіївим. Після огляду полк вирушив далі на схід. 16 березня 1918 року до Лубен прибув 3-й Запорозький піший полк ім. Богдана Хмельницького (командир — Олександр Шаповал), 17 березня — 1-й Запорозький піший полк ім. Петра Дорошенка (командир — Олександр Загродський), 18 березня — 2-й Запорозький піший полк ім. УНР (командир — Петро Болбочан). 19 березня вони виступили з Лубен далі на схід.

#### Часи російсько-комуністичної окупації
З 1923 комуністи роблять Лубни райцентром і центром Лубенської округи. Після розрухи і першого голоду, організованого росіянами, відбудовувались підприємства.
1921 стали до ладу дві суконні фабрики, 1922 року — міську електростанцію. Під кінець 1925 року без державних асигнувань безробітними Лубен було відновлено завод «Фенікс», який став носити назву «Комунар» (нині — «Шліфверст»). Було проведено реконструкцію суконної та повстяної фабрик. В 1932 році Лубенська повстяна фабрика була єдиною в Україні механізованою, на ній виготовлялось 70 % усієї повсті. Наприкінці 1927 року було відкрито деревообробну майстерню, що згодом переросла в меблеву фабрику. В залізничному депо станції Лубни створили одну з перших в країні жіночу паровозну бригаду, котру очолила Галина Тодчук.
Торкнулася Лубен і гірка хвиля кривавого сталінського терору. В 1932–1933 роках жителі міста, як і тисячі мешканців навколишніх сіл масового убивств влаштованого більшовицькою владою голодомором. Не випадково на лубенській землі біля Мгарського монастиря 1993 року відкрито меморіал народної скорботи «Голодомор-33» на Зажургорі.

Нацистська листівка для мешканців Лубен

#### Німецька окупація
Воєнний стан і початок мобілізації оголошений комуністами 23 червня 1941 р. Заводи «Комунар» і «Комсомолець» перепрофільовано для ремонту військової техніки, швейна артіль розпочала пошиття обмундирування для сталінських солдатів.
Тисячі лубенців були примушені копати окопи та протитанкові рови навколо Лубен та на північному заході району, укріплювали своєї рабською працею висоти по берегах річки Сули.
На Лубенщині тривало прискорене формування, доукомплектування дивізій і полків, окрім того, був сформований військовий госпіталь на 250 ліжок, а 1 — серпня з Житомира в Лубни евакуйовано три евакогоспіталі на 800 ліжок з пораненими, які були розташовані у школах № 1, 2, 56, де функціонували до евакуації у вересні 1941 року.
В районі міста Лубен, у селі Пишне, будувався аеродром з двома злітно-посадоковими смугами. Будувався він також армійськими підрозділами і населенням. Термін завершення будівництва був визначений 9-го липня.
На Лубенщині формувалися військово-громадські допоміжні підрозділи: ополчення, винищувальний батальйон складом 235 чоловік.
Форсувавши Дніпро, німці з Кременчуцького плацдарму просувалися на Лубни і Лохвицю. Перерізали залізничну магістраль Харків — Полтава — Київ і, не зустрічаючи активного опору, мостом через ріку Сулу, з боку села Засулля, ввірвалися в Лубни. Танкам і мотомеханізованим частинам вермахту протистояли підрозділи 94 прикордонного полку майора Ф. І. Врублевського, рештки 6 мотострілецького полку військ НКВС. Три дні в умовах оточення на північній околиці Лубен тривали бої. Останній бій був жорстоким і кривавим. На місці бою встановлений монумент з написом: «Героїчним воїнам 94 прикордонного полку, які полягли смертю хоробрих у боях за Радянську Батьківщину із німецько-фашистськими загарбниками 17 вересня 1941 року».
Масовий розстріл євреїв у Лубнах 1941 р. детально зафіксував на серії світлин німецький фотограф Йоганнес Геле. Це свідоцтво публікується у численних сучасних виданнях, присвячених темі Голокосту на теренах України.
У Лубнах німецька влада відкрила 1 вересня 1942 р. ґебітскомісаріат: місто стало центром Лубенського ґебіту.
На території учительського інституту і залізничної школи № 8 створили табір військовополонених — Дулаг № 171. За два роки загинуло і померло 19,5 тис. військовополонених. У таборі діяли дві підпільні групи, які об'єднались і влились у сформований німцями «козацький батальйон № 121». У листопаді 1942 р. батальйон був передислокований на ст. Янів Півд.-Зах. залізниці (Київська обл). «Козаки» підняли збройне повстання, витримали чотириденний бій біля м. Остер з армійською групою вермахту, оголосили себе партизанським загоном ім. Будьонного і ввійшли окремим підрозділом у партизанське з'єднання Ю. О. Збанацького.
На роботи до Німеччини організовано виїхало 540 мешканців Лубен і 6635 осіб з району. Розпорядженням гебітскомісара від 23 листопада 1942 р., особи, котрі намагались уникнути офіційного працевлаштування, підлягали арешту і покаранню.
У березні 1942 року загинув залишений для диверсійної роботи уродженець с. Губське, поет, посмертно прийнятий до лав спілки письменників України, Петро Артеменко.
З кінця 1942 року і до початку лютого 1943 у паровозному депо діяла підпільна піонерська група у складі: А. А. Буценка, Б. М. Гайдая, І. М. Сацького. Це вони пустили паровоз під парами на обігове коло і вивели з ладу депо на тривалий час. Їх виказав зрадник. Юні месники були схоплені гітлерівцями і розстріляні.
Почуття людяності і милосердя виявили лубенці у 1942 році. Вони врятували життя багатьом вихованцям дитячого будинку, вивезеного німцями з Харкова. Громадяни, подружжя О. Й. та А. О. Коломійці, М. М. і І. К. Шкоди, І. О. Шепітько, М. Д. Колтунова та інші всиновили і вдочерили десятки хлопчиків і дівчаток.
Партизанська боротьба почалася у квітні 1942 р., коли група радянських парашутистів була закинута на територію Лубенського р-ну. Біля сіл Лука, Пуленці, Ісківці відбувся бій з німецькими карателями і поліцією. Десантники знищили більше 20 німецьких комбатантів. У серпні наступного року висадилися з літаків дві організаційно-партизанські групи — загони № 25 і 26. Бойові дії, розвідувальну і диверсійну роботу партизани вели аж до звільнення Оржицького і Лубенського районів. Було знищено начальника лубенського гестапо, його ад'ютанта, коменданта району, помічника гебітскомісара і його водія. Підірвано військовий ешелон на перегоні Лубни — Тарнавщина.
Лікарі 3. Ю. Трохименко, А. В. Котляр у напівлегальних умовах надавали допомогу пораненим червоноармійцям і командирам.
Після дворічної окупації Лубенщина 17 — 19 вересня 1943 року була визволена військами 40 армії Воронезького фронту. Особливо відзначилися 337 стрілецька дивізія за що їй було присвоєно почесне найменування «Лубенська» і танкісти 2 танкового корпусу. 19 вересня о 3 год. 30 хв. ранку радянські війська оволоділи містом і станцією Лубни. 1129 стрілецький полк переслідував ворога по дорозі на Вільшану, 1131 стрілецький полк вибив німців з сіл Хитці і Лука.
6508 лубенців нагороджено орденами і медалями. Повними кавалерами ордена «Слави» закінчили війну Ф. Т. Шокало з с. Мгар, Д. П. Штиря з с. Тишки та В. Д. Михайленко з м. Лубен. 16 лубенцям присвоєно звання Героя Радянського Союзу: О. М. Батієвському, П. Г. Дейкалу, В. С. Куку, Н. Ф. Меклін, В. Ф. Мицику, М. Е. П'ятикопу, П. М. Раку, А. П. Рибкіну, Д. І. Сірику, К. Ф. Стронському, Д. К. Федорині, В. О. Халу, М. М. Халявицькому і А. М. Щербаню. Лубенці Т. Т. Дерикон, М. П. Недбайло, П. М. Олійник та М. Г. Самійленко брали участь в Параді Перемоги ([Москва]).
На території міста і району є 52 братські могили, у яких поховано 690 воїнів. Імена більшості невідомі. Встановлено 56 пам'ятників, обелісків та пам'ятних знаків, 60 пам'ятних стел, на яких увічнені імена полеглих односельців.
Лубни — місто визначних культурних традицій, яке свого часу вважалося «духовною столицею краю, Афінами Полтавської губернії».
Після перемоги Лубни починають відновлювати свою інфраструктуру та виробництво. Стають до роботи 22 підприємства: виробниче об'єднання «Лубнихімфарм», заводи верстатобудівний, лічильних машин, «Спецсілмаш», млиноелеваторне об'єднання «Комсомолець», «Агрорембуд», ковдро-повстяна та швейна фабрики, ремонтно-механічні майстерні.

### XXI століття
3 жовтня 2015 року Святійший Патріарх Київський і всієї Руси-України Філарет освятив храм святого Пантелеймона в Лубнах.
У ніч на 26 жовтня 2021 року невідомі особи знесли пам'ятник червоноармійцю Василеві Чапаєву в місті. У Лубнах пам'ятник Василю Чапаєву мали прибрати в рамках декомунізації, натомість у 2015 році місто його перейменувало на «пам'ятник Чапаєвської дивізії» й не стало зносити.

## Політика

### Парламентські вибори, 2019
На позачергових парламентських виборах 2019 року у місті функціонували 20 окремих виборчих дільниць № 531002–531021.
Результати
- зареєстровано 37525 виборців, явка 52,94%, найбільше голосів віддано за «Слугу народу» — 51,80%, за «Опозиційну платформу — За життя» — 10,30%, за Всеукраїнське об'єднання «Батьківщина» — 9,42%.[16] В одномандатному окрузі найбільше голосів отримала Анастасія Ляшенко (Слуга народу) — 22,59%, за Фахраддіна Мухтарова (самовисування) — 21,41%, за Олексія Баганця (Всеукраїнське об'єднання «Батьківщина») — 9,34%[17].

## Економіка

Лубнимаш

Сьогодні Лубни — значний промисловий і культурний центр. Найбільші підприємства: заводи «Лічмаш» (наразі зупинено), «Лубнифарм», «Автомаш», «Лубнимаш» (виготовлення обладнання для зерна та зернопродуктів), ТОВ «Лубним'ясо» (на теритирії виведенного з експлуатації в 2001 році м'ясокомбінату), ТОВ «Лубенський молочний завод», цегельний завод, заводи «Комсомолець» та «Шліфверст» (колишній «Комунар»), меблевий комбінат (зупинено в 2001), хлібозавод. З 1992 року в місті починається глибока соціально-економічна криза, падає виробництво та життєвий рівень населення. У наш час більшість підприємств міста у руїні. Стабілізації економіки, соціальної сфери й рівня життя в місті не спостерігається.
У місті виробляють 45 видів морозива, понад 75 видів молочної продукції, м'ясо та м'ясо-ковбасні вироби виробництва ТОВ «Лубним'ясо» мають великий попит в Україні, а також за її межами, лубенський хліб відомий в усій Україні, добре знають у столиці та інших містах лубенську цеглу.

## Транспорт
Через місто проходять автомобільні дороги Т 1713, Т 1714, Т 1718 (Р42) та залізниця, станція Лубни. Поруч проходить автомобільна дорога E40М03.

## Населення
Розподіл населення за віком та статтю (2001)
| Стать | Всього | До 15 років | 15-24 | 25-44 | 45-64 | 65-85 | Понад 85 |
| --- | ------ | ----------- | ----- | ----- | ----- | ----- | -------- |
| Чоловіки | 23 632 | 3979        | 3516  | 7077  | 6654  | 2313  | 93       |
| Жінки | 28 586 | 3816        | 3808  | 7957  | 8309  | 4333  | 363      |
| \| Статево-вікова піраміда \| Статево-вікова піраміда \| Статево-вікова піраміда \| \| ----------------------- \| ----------------------- \| ----------------------- \| \| Чоловіки \| Вік \| Жінки \| \| 93 \| 85 + \| 363 \| \| 190 \| 80-84 \| 556 \| \| 515 \| 75-79 \| 1262 \| \| 761 \| 70-74 \| 1312 \| \| 847 \| 65-69 \| 1203 \| \| 1667 \| 60-64 \| 2243 \| \| 1154 \| 55-59 \| 1367 \| \| 1983 \| 50-54 \| 2399 \| \| 1850 \| 45-49 \| 2300 \| \| 1921 \| 40-44 \| 2205 \| \| 1700 \| 35-39 \| 1991 \| \| 1679 \| 30-34 \| 1857 \| \| 1777 \| 25-29 \| 1904 \| \| 1558 \| 20-24 \| 1702 \| \| 1958 \| 15-20 \| 2106 \| \| 1762 \| 10-14 \| 1657 \| \| 1282 \| 5-9 \| 1294 \| \| 935 \| 0-4 \| 865 \| |        |             |       |       |       |       |          |
| Статево-вікова піраміда |        |             |       |       |       |       |          |
| Чоловіки | Вік    | Жінки       |       |       |       |       |          |
| 93 | 85 +   | 363         |       |       |       |       |          |
| 190 | 80-84  | 556         |       |       |       |       |          |
| 515 | 75-79  | 1262        |       |       |       |       |          |
| 761 | 70-74  | 1312        |       |       |       |       |          |
| 847 | 65-69  | 1203        |       |       |       |       |          |
| 1667 | 60-64  | 2243        |       |       |       |       |          |
| 1154 | 55-59  | 1367        |       |       |       |       |          |
| 1983 | 50-54  | 2399        |       |       |       |       |          |
| 1850 | 45-49  | 2300        |       |       |       |       |          |
| 1921 | 40-44  | 2205        |       |       |       |       |          |
| 1700 | 35-39  | 1991        |       |       |       |       |          |
| 1679 | 30-34  | 1857        |       |       |       |       |          |
| 1777 | 25-29  | 1904        |       |       |       |       |          |
| 1558 | 20-24  | 1702        |       |       |       |       |          |
| 1958 | 15-20  | 2106        |       |       |       |       |          |
| 1762 | 10-14  | 1657        |       |       |       |       |          |
| 1282 | 5-9    | 1294        |       |       |       |       |          |
| 935 | 0-4    | 865         |       |       |       |       |          |

### Національний склад
Національний склад населення за даними перепису 2001 року:
| Національність | Кількість осіб | Відсоток |
| -------------- | -------------- | -------- |
| українці       | 47401          | 90,78 %  |
| росіяни        | 4257           | 8,15 %   |
| білоруси       | 178            | 0,34 %   |
| євреї          | 53             | 0,10 %   |
| цигани         | 39             | 0,07 %   |
| інші           | 290            | 0,56 %   |

### Мова
Мовний склад населення за даними перепису 2001 року:
| Мова       | Кількість осіб | Відсоток |
| ---------- | -------------- | -------- |
| українська | 47549          | 91,06 %  |
| російська  | 4497           | 8,61 %   |
| білоруська | 51             | 0,10 %   |
| молдовська | 20             | 0,04 %   |
| циганська  | 20             | 0,04 %   |
| інші       | 81             | 0,16 %   |

За оцінкою, на 1 березня 2012 року чисельність наявного населення становила 47845 осіб, постійного — 47548 осіб. Упродовж січня-лютого 2012 року чисельність населення зменшилась на 18 осіб. Зменшення чисельності населення міста відбулось виключно за рахунок природного скорочення (47 осіб), водночас зафіксовано міграційний приріст населення.

## Релігія
- Храм Різдва Пресвятої Богородиці УПЦ (МП)[20]
- Церква Покрови Пресвятої Богородиці ПЦУ
- Церква Святої Трійці УПЦ (МП)[21]
- Свято-Пантелеймонівський храм ПЦУ[22]
- Церква Всіх Святих ПЦУ[23]

- Свято-Троїцька церква (колишня)[24]
- Церква Різдва Пресвятої Богородиці (колишня)
- собор Різдва Пресвятої Богородиці (колишній)
- Лубенське духовное училище (колишнє)

## Сучасні Лубни

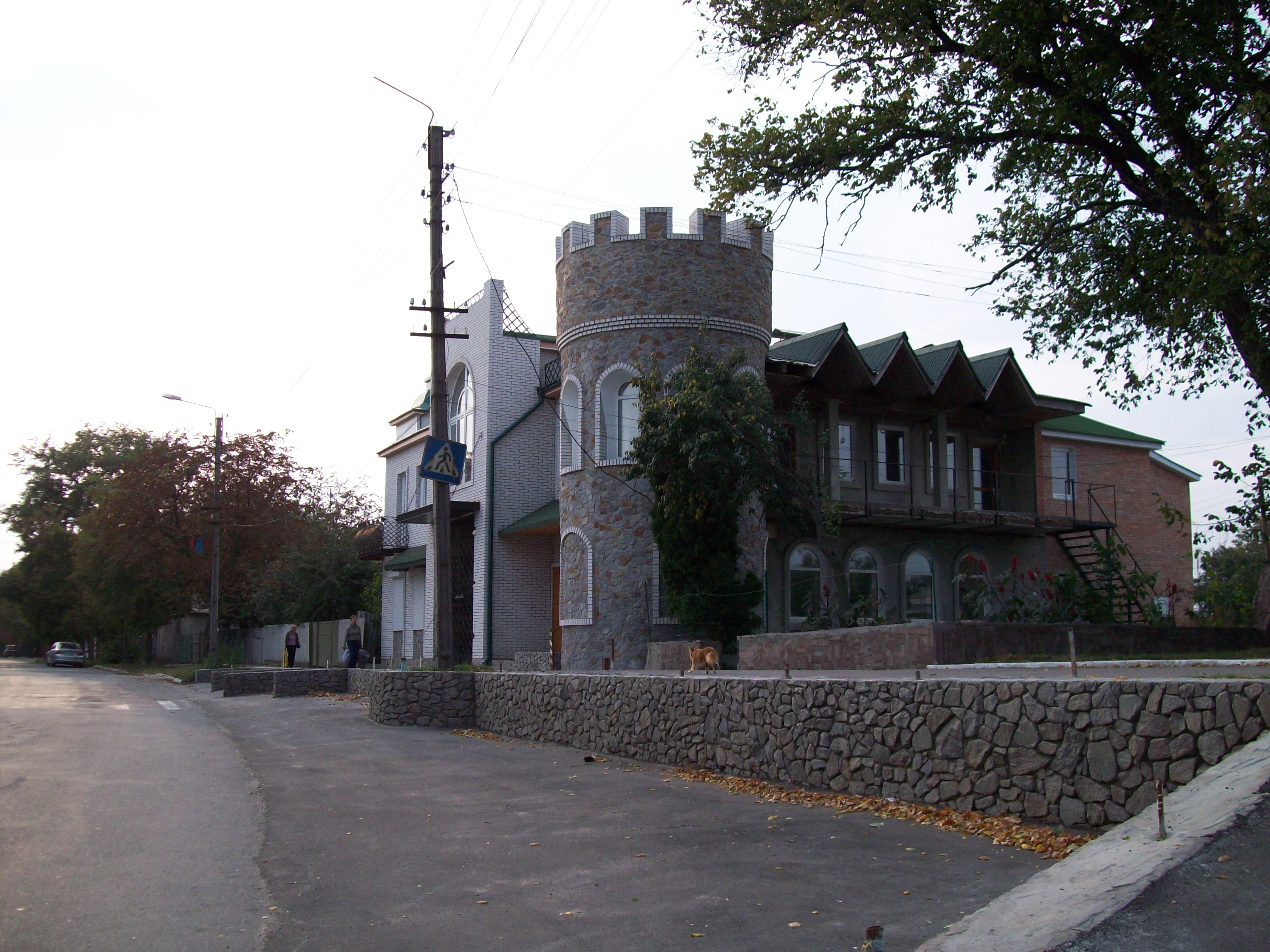
Хорольський узвіз

Лубенський краєзнавчий музей

Навчальні заклади: 9 загальноосвітніх, технікуми (коледжі): лісовий та бухгалтерського обліку; техшкола Південної залізниці, художня і спортивна школи, медучилище, музична школа, Лубенський професійний ліцей.
Місто має свою футбольну команду ФК «Лубни». Вона — володар Кубка Полтавщини — 2005/06 та 2006/07 років, другий призер чемпіонату області 2005/06, третій призер — 2006/07 та 2007(осінь).Волейбольний клуб «Фаворит» в 2010 р. здобув право грати в Суперлізі України. Наступна мета волейболістів — єврокубки! Виходить газета «Лубенщина», рекламно-інформаційний тижневик «Вісник».
Є 3 бібліотеки, галерея мистецтв, краєзнавчий музей. З 2014 р. активно розвивається дрібний бізнес, зокрема мережа кав'ярень, функціонує ТРЦ DEPOt.
Місто вважається «літературною столицею області».
День міста — 18 вересня.

## Історичні пам'ятки

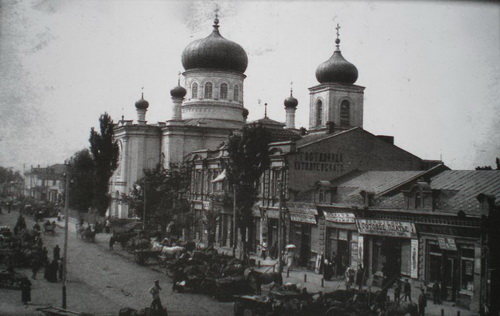
Давнє фото: Троїцька церква

- Мгарський Спасо-Преображенський чоловічий монастир (заснований 1619 року)
- храм Різдва Богородиці
- Троїцька церква на Нижньому Валу
- будинок Єпархіального училища\Педінститут (нині школа № 10)

про пам'ятники міста дивіться статтю Пам'ятники Лубен.

## Об'єкти природно-заповідного фонду
Пам'ятки природи:
- Дуб черешчатий, Дуби черешчаті, Дубовий гай, Морозівська Дача, Жовтнева Дача.

Парк-пам'ятка садово-паркового мистецтва:
- Парк Лубенського лісотехнічного коледжу.

## Відомі уродженці міста або ті, чиє життя пов'язане з Лубнами
- Адамцевіч Євген Олександрович (1904—1972) — сліпий кобзар, автор «Запорозького маршу»
- Андріє́вський Леонід Іванович — український графік, живописець, художник книги, журналіст, мистецтвознавець.
- Астря́б Олександр Матвійович (1879—1962) — український радянський методист-математик, професор, заслужений діяч науки УРСР, лауреат Премії імені К. Ушинського
- Марія Бакайченко — лубенська революціонерка, на обійсті якої у 1907 р. була підпільна друкарня.
- Безорудько Віктор Григорович — український письменник (псевдонім Віктор Толстоєвський)
- Безрода Анатолій Миколайович (1967—2015) — старший лейтенант Збройних сил України, учасник російсько-української війни.
- Бєлорус Владислав Вікторович (1992—2014) — солдат Збройних сил України, учасник російсько-української війни.
- Божинський-Божко Микола Васильович — Герой Крут, загинув у бою під Крутами в січні 1918 року.
- Бойко Андрій Юрійович (1998—2018) — солдат Збройних сил України, учасник російсько-української війни.
- Бондар Василь Трохимович — український поет і письменник.
- Бородулін Микола Якович (1878—1931) — педагог, один з лідерів українського руху Кривого Рогу 1917—1931 років, керівник криворізької «Просвіти».
- Бори́с Си́дорович Ванца́к — український радянський журналіст, краєзнавець. Заслужений журналіст УРСР з 1988 року.
- Ярема Вишневецький — військовий та політичний діяч Речі Посполитої, князь.
- Гаврильченко Олег — відновив видання першої україномовної газети «Хлібороб», яка виходила у Лубнах за часів Російської імперії.
- Дейнекін Георгій Стефанович (1771—1832) — останній бібліотекар Києво-Могилянської академії перед її ліквідацією, пізніше — штатний священник Софіївського собору[26].
- Денисієвська Наталія Борисівна (1923—2000) — українська скульпторка.
- Деркач Михайло — адміністративний підполковник Армії УНР.
- Джигурда Сергій Борисович — український поет, співак, актор.
- Дзюба Роман Олексійович (1987—2022) — старший солдат Національної гвардії України, відзначився у ході російського вторгнення в Україну.
- До́нченко Оле́сь Васи́льович — український радянський поет, прозаїк, казкар;
- Дубовицький Абрам Якович (1923—2007) — радянський і російський математик, доктор фізико-математичних наук.
- Зініна Олена Андріївна — українська актриса, співачка (сопрано).
- Значко-Яворський Матвій Карпович  — відомий український діяч, сприяв розгортанню гайдамацького руху, підтримував зв'язки з М. Залізняком;
- Іцковіч Саул Наумович — український, російський та молдавський драматург, журналіст, поет, прозаїк та режисер.
- Карпі́нський Ни́кон Ка́рпович (1745—1810 р.) — відомий анатом і хірург, один із засновників вітчизняної анатомічної школи, укладач першої в Росії фармакопеї;
- Козинець Олександр Володимирович — український письменник, кандидат педагогічних наук, логопед;
- Кужим Василь Миколайович (1884—1958) — український дипломат. Член першого парламенту Азербайджанської Демократичної Республіки, від української громади. Віцеконсул Української Народної Республіки в Азербайджані. Чоловік Єлисавети Скоропадської — доньки гетьмана Павла Скоропадського.
- Лазурський Володимир Федорович — український професор філолог
- Ляскоронський Василь Григорович — український історик, археолог, етнограф, нумізмат і картограф;
- Мартос Борис Миколайович — голова Ради Міністрів УНР (1919 р.);
- Меклін Наталія Федорівна — радянський льотчик, Герой Радянського Союзу;
- Мальцев Дмитро Валерійович — український лікар-імунолог;
- Микола Ясногродський (1859—1914) — американський шахіст єврейського походження, майстер (1890 рік).
- Миколаєнко Іван Сидорович — підполковник армії УНР;
- Мосійчук Ігор Володимирович — діяч українського соціал-націоналістичного руху;
- Мусієнко Дмитро Михайлович — український сценарист, кінокритик.
- прапорщик Нечипоренко Роман Володимирович (1978—2016) — учасник російсько-української війни[27]
- Новосельський Марко Абрамович (1900—1938) — український радянський скульптор.
- Омельченко Роман Миколайович (1973—2016) — солдат Збройних сил України, учасник російсько-української війни.
- Олександрович Володимир Осипович (1870—1919) — начальник 12-ї пішої дивізії Армії Української Держави, загинув у Лубнах;
- Осинський Віктор Іванович — сотник Армії УНР, військовий та громадський діяч.
- Підгорецький Борис Володимирович — музи́ка та етнограф.
- Покотило Тамара Володимирівна — українська художниця декоративно-прикладного мистецтва. Член СХУ (1989). Лауреат літературно-мистецьких премій ім. Сидора Воробкевича (2006) та Ольги Кобилянської (2007).
- Порш Микола Володимирович (1879—1944) — політичний і громадський діяч Російської імперії й УНР, економіст, публіцист, один із теоретиків українського соціал-демократичного руху.
- Рибкін Андрій Петрович — Герой Радянського Союзу.
- Роїк Віра Сергіївна (1911—2010) — українська вишивальниця.
- Ромода́нов Андрій Петрович — академік АМН СРСР, АН і АМН України, відомий нейрохірург. Ім'ям А. П. Ромоданова названо інститут нейрохірургії АМН України (м. Київ)
- Руде́нко Людмила Володимирівна — радянська шахістка: друга в історії шахів та перша серед радянських шахісток чемпіонка світу (1950—53 рр.);
- Скаржи́нська Катерина Миколаївна — видатна меценатка, фундаторка першого приватного музею (1885 р.)в історії України.
- Супруненко Ганна (справжнє ім'я: Галина Іванівна Стелецька) — українська поетеса.
- Тюменцев Олександр Володимирович (1978—2017) — старший лейтенант Збройних сил України, учасник російсько-української війни.
- Хало Володимир Олексійович (1922—1993) — учасник Великої Вітчизняної війни, командир роти управління 179-ї окремої танкової бригади 3-ї танкової армії Південно-Західного фронту, Герой Радянського Союзу, старший лейтенант.
- Холодняк Валентин Михайлович (1979—2022) — солдат Збройних Сил України, учасник російсько-української війни, що загинув у ході російського вторгнення в Україну в 2022 році.
- Цалай-Якименко Олександра Сергіївна (1932—2018) — музикознавець родом з Лубен на Полтавщині.
- Ше́мет Володимир Миха́йлович — видатний політичний діяч
- Ше́мет Микола Миха́йлович — видатний політичний діяч
- Ше́мет Сергій Миха́йлович — видатний політичний діяч
- Шліхтер Олександр Григорович (1868—1940) — професійний революціонер, більшовицький партійний і державний діяч, учений-економіст.
- Шумейко Григорій (1951—2024) — народний артист України, актор, режисер, заньківчанин.
- Станіславський Анатолій Іванович (1905—1995) — український архітектор.

дивись також Почесні громадяни Лубен.

## Міжнародна співпраця
29 травня 2011 року до Лубен завітала делегація представників 6 посольств країн-членів ЄС на чолі з Послом, Головою Представництва Європейського Союзу в Україні паном Жозе Мануел Пінту Тейшейра. Метою їхнього візиту було відвідання міста та участь в заходах з святкування Дня Європи в Україні. Серед 29 міст України, що взяли участь у конкурсі, який проводиться Представництвом Європейського Союзу в Україні на спільну організацію та спільне проведення святкування Дня Європи в Україні, місто Лубни посіло друге місце. Тому до міста й завітала така представницька делегація дипломатів.
Між містами Лубни та Скерневиці в Польщі діє угода про партнерство та співробітництво. Її підписали мер Лубен та президент міста Скерневиць. У вересні 2008 року делегація лубенців побувала в місті-побратимі. У свою чергу Лубни кожного року на травневі свята приймають польських гостей. Із жовтня 2008 року в лубенській школі № 1 двісті учнів факультативно почали вивчати польську мову, історію, народознавство, фольклор.

### Міста-побратими
- Скерневиці, Польща (2007)
- Раунгайм, Німеччина
- Анн-Арбор, США (2024)

## Галерея

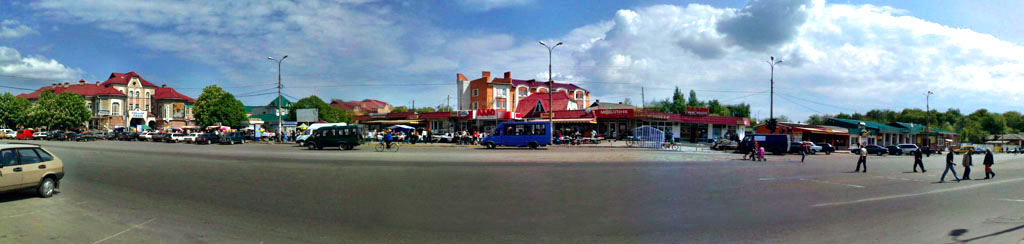
Панорама: Ярмаркова площа
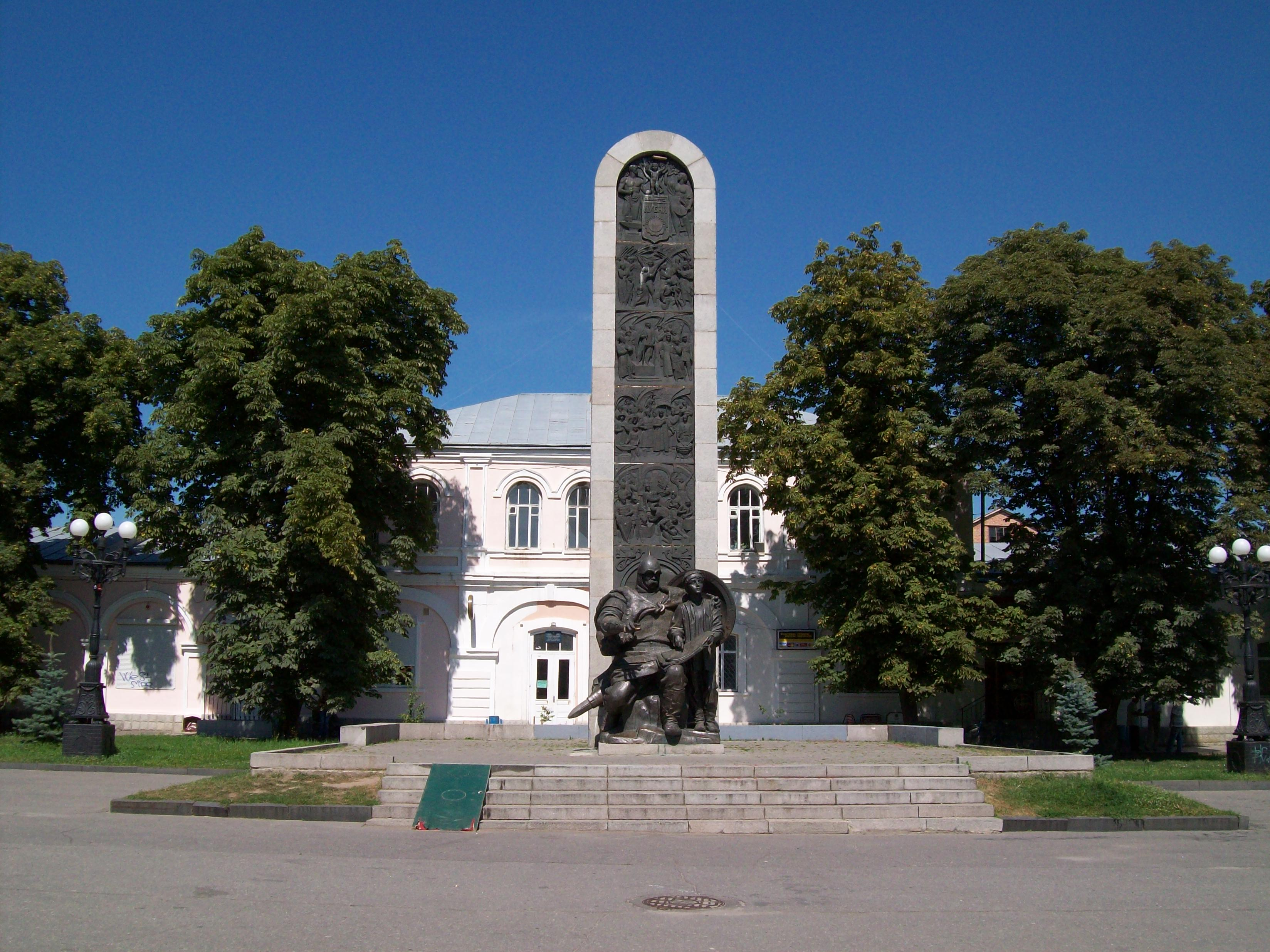
Володимирський Майдан
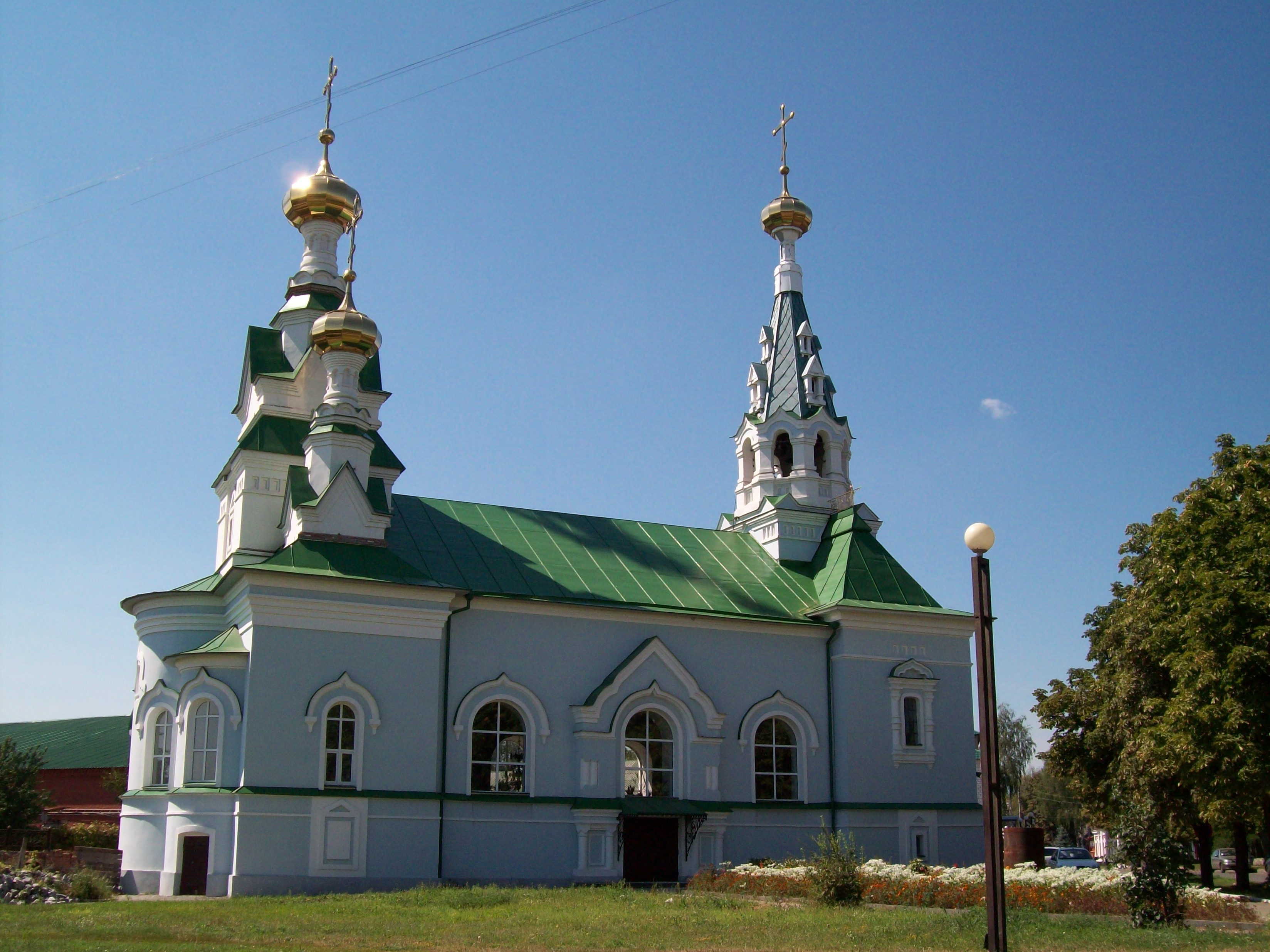
Храм Різдва пресвятої Богородиці
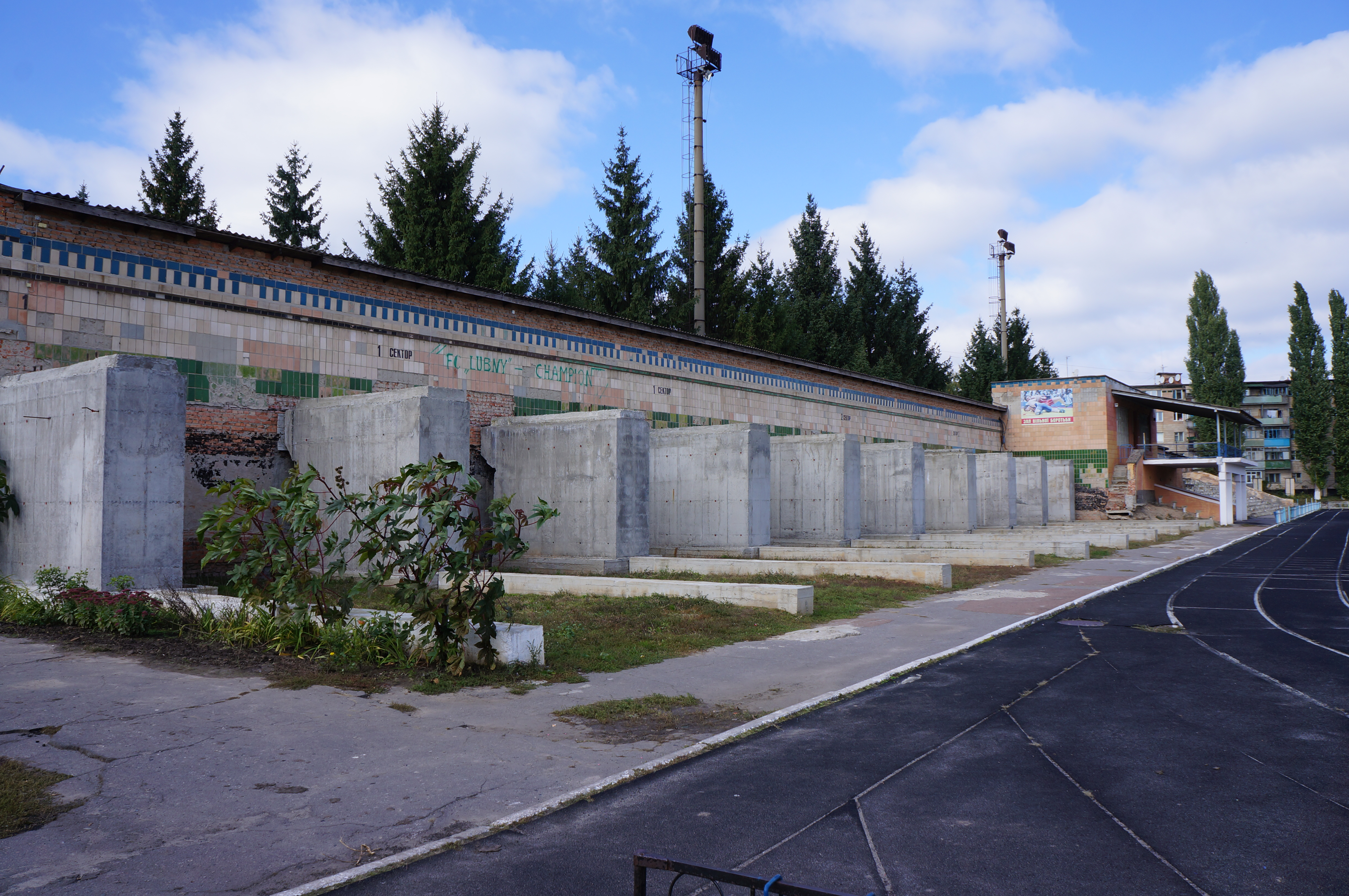
Центральний
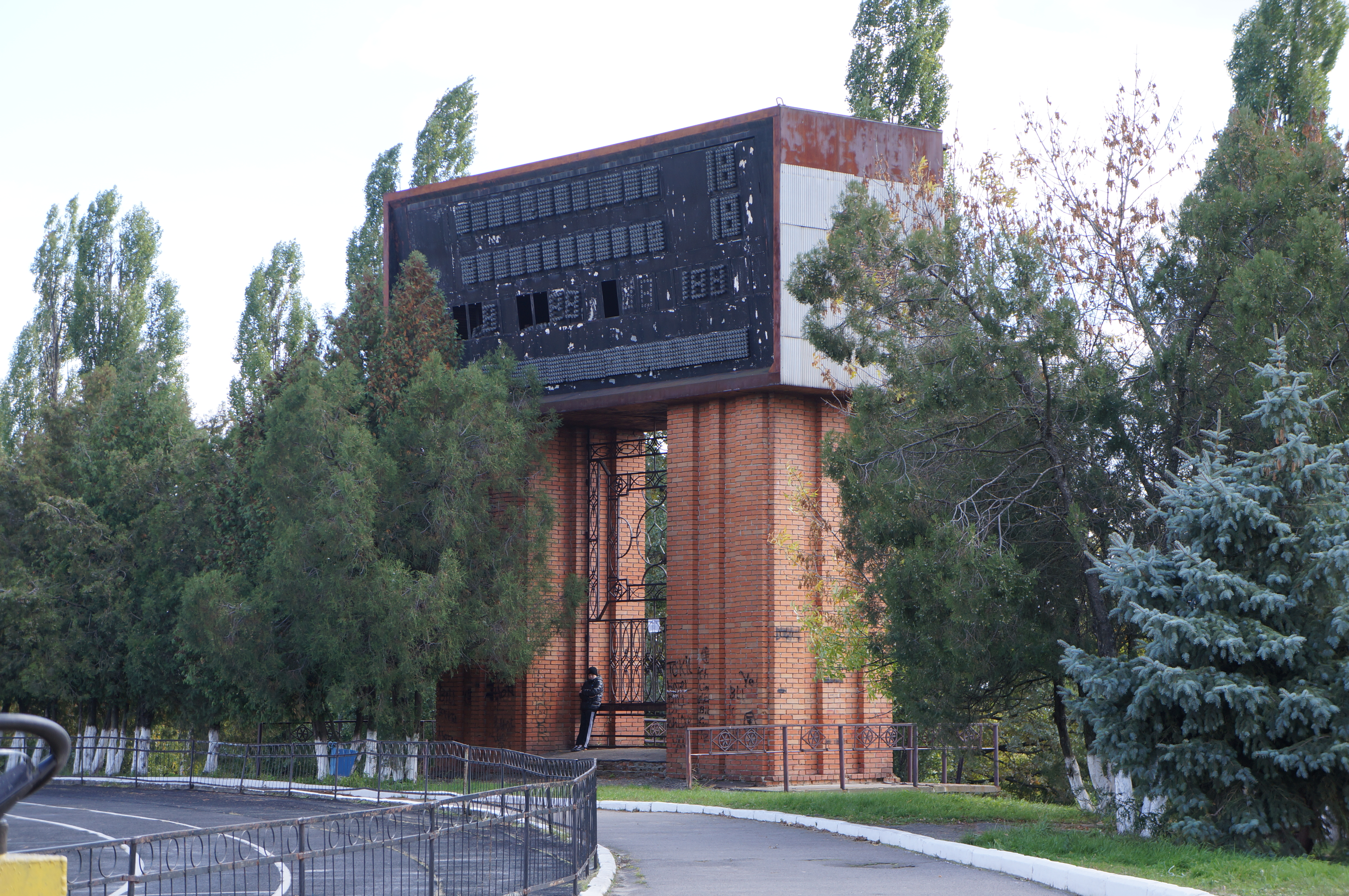
стадіон

## Сайти міста
- Форум міста Лубни
- Історія єврейської громади Лубен(англійською мовою) [Архівовано 19 липня 2013 у Wayback Machine.]